# تلاحن
التلاحن في علم النفس والطب النفسي يشير إلى نمط من الكلام يتميز بربط الكلمات بناءً على الصوت بدلاً من المفاهيم. على سبيل المثال قد يشمل ذلك قافية قهرية أو خلل لفظي جناسي دون ارتباط منطقي واضح بين الكلمات. يرتبط هذا بالتفكير غير المنتظم الظاهر في الأمراض العقلية الذهانية (مثل الهوس والفصام ).  وجد جوستاف أشافنبورغ أن الأفراد المهووسين قد ولّدوا هذا «التلاحن» ما يقرب من 10-50 مرة أكثر من الأفراد غير المهووسين.  وجد أشافنبورغ أيضًا أن وتيرة هذا التلاحن زادت لجميع الأفراد حيث أصبحوا أكثر إرهاقًا. 
يشير التلاحن على وجه التحديد إلى السلوك غير المناسب ظاهريًا. في حين أن القافية الشاعرية ليست دليلاً على وجود مرض عقلي، فإن الكلام غير المنظم الذي يعيق قدرة المريض على التواصل هو اضطراب في حد ذاته، وغالبًا ما يُرى في مرض انفصام الشخصية. 
- اضطراب الفكر
- سلطة ورد